# Stomatorhinus schoutedeni
Stomatorhinus schoutedeni is een straalvinnige vissensoort uit de familie van de tapirvissen (Mormyridae). De wetenschappelijke naam van de soort is voor het eerst geldig gepubliceerd in 1945 door Poll.